# نادية روز
نادية روز (بالإنجليزية: Nadia Rose)‏ هي رابر بريطانية، ولدت في 11 يونيو 1993 في كرويدون في المملكة المتحدة.